# If Only I Had My Mind on Something Else
"If Only I Had My Mind on Something Else" é uma canção dos Bee Gees que abre o álbum Cucumber Castle, de 1970, e lançada como 2º (ou 3º) single do disco em alguns países. É uma balada pop baseada no violão de Barry Gibb e foi gravada em setembro de 1969, quando a banda era apenas Barry e Maurice Gibb, sem Robin.
Alcançou apenas a 91ª colocação nos Estados Unidos e só tem uma versão cover conhecida. A crítica feita a ela posiciona-se de modo neutro a positivo.
O single  não foi lançado em muitos países e seu lançamento variou de acordo com interesses locais: ora foi a segunda canção extraída do álbum a ser lançada, ora foi a terceira, ora ainda esperou um ano para ser comercializada; ora teve como b-side "Then You Left Me", ora "Sweetheart".

## Contexto
Os Bee Gees são um grupo britâncio que obteve algumas músicas bem posicionadas em tabelas internacionais entre os anos de 1967 e 1969. Porém, em meio a desentendimentos entre os seus integrantes, Robin Gibb anunciou, em 19 de março de 1969, que sairia em carreira solo. Os Bee Gees restantes (Barry e Maurice Gibb, e Colin Petersen), continuaram a gravar algumas músicas como um grupo, até que decidiram levar à frente um projeto que vinha sendo discutido desde 1967: o filme Cucumber Castle. Algumas canções foram gravadas e a filmagem do filme — a esta altura já definido como um especial para a televisão — começou em 11 de agosto. Alguns dias depois, Colin Petersen foi demitido do grupo. Porém, as gravações dos temas do álbum da trilha sonora e do filme seguiram apenas com Barry e Maurice.

## Estrutura e gravação
A canção foi gravada em 25 de setembro de 1969 no IBC Studios em Londres. Ao contrário de canções dos álbuns anteriores, ela foi gravada diretamente em estéreo, não havendo versão em mono. A versão monaural utilizada para o single em alguns lugares, portanto, foi reduzida diretamente do estéreo.
Começa com um balbucio harmônico de Barry Gibb e Maurice Gibb: "do-do-do-do, do-do, do-do...". Seguem, então, duas estrofes com canto solo por Barry; após cada estrofe, há o refrão ("oh, help me how to say goodbye..."), que é cantado por Barry em harmonia com Maurice Gibb, que também faz vocal de apoio em outras partes da música.
A base da canção é executada em violão de aço afinado em afinação havaiana (como de costume de Barry), acompanhado de baixo e piano executados por Maurice Gibb, sendo ainda evidente um mellotron executado por Maurice, e cordas arranjadas por Bill Shepherd. A bateria é de Terry Cox, músico de estúdio do grupo no álbum, pois Colin Petersen deixara o grupo em meados de 1969.

## Lançamento e promoção
"If Only I Had..." foi escolhida para ser a faixa de abertura do álbum Cucumber Castle, lançado em abril de 1970 no mundo todo. Seu lançamento como single, porém, se deu apenas em alguns países. Nos Estados Unidos e no Canadá, foi lançada como segunda faixa de trabalho do álbum em março de 1970, em lugar de "I.O.I.O.". Como o single não foi bem nas paradas, "I.O.I.O." foi enfim lançado em abril do mesmo ano. Na Nova Zelândia, com o sucesso de "I.O.I.O.", a Spin Records decide lançar "If Only I Had..." como terceiro single sem, porém, obter sucesso. Na Austrália, a canção só foi lançada comercialmente no primeiro trimestre de 1971,.
Devido à separação dos Bee Gees em dezembro de 1969 o álbum (e, por consequência, a faixa), teve pouca promoção. Não houve turnê em 1970, e as únicas oportunidades de promoção foram poucas aparições de Barry e Maurice juntos na Inglaterra.

## Crítica
A música é considerada um dos destaques do álbum pela crítica da AllMusic. Numa crítica postada no blog Blogger News Network, Kristin Battestella ressalta que, com a saída de Robin Gibb, logo após o lançamento do álbum Odessa, Barry "tinha muito a provar sem os vocais de apoio de Robin", e diz que "a voz de Barry está bem forte (...) especialmente nesta faixa". Diz ainda que a "letra é bem feita".
Crítica neutra partiu da revista Rolling Stone. Gary von Torch chama a canção de "sem vida"; porém, com entonação positiva, diz que isso demonstra a "tamanha diversidade musical" presente no álbum.

## Legado
A canção foi regravada pelo grupo Let's Talk About Girls em 1994 no álbum-tributo aos Bee Gees Melody Fair, editado pela pequena gravadora norte-americana Eggbert Records.

## Lista de faixas
Todas as faixas escritas e compostas por B. & M. Gibb. 
| 7" (EUA/CAN: ATCO 45-6741 / AUS: Spin EKZ-4206 (1971)) |                                           |         |  |
| N.º                                                    | Título                                    | Duração |  |
| 1.                                                     | "If Only I Had My Mind on Something Else" | 2:33    |  |
| 2.                                                     | "Sweetheart"                              | 3:10    |  |
| Duração total:                                         | Duração total:                            | 5:43    |  |

| 7" (NZL: Spin FNZK-62) |                                           |         |  |
| N.º                    | Título                                    | Duração |  |
| 1.                     | "If Only I Had My Mind on Something Else" | 2:33    |  |
| 2.                     | "Then You Left Me"                        | 3:11    |  |
| Duração total:         | Duração total:                            | 5:44    |  |

## Ficha técnica
Informações retiradas do site Gibb Songs:
- Barry Gibb — vocal, violão
- Maurice Gibb — vocal, baixo, violão, piano, mellotron
- Terry Cox — bateria
- ? — engenheiro de áudio
- Bill Shepherd — arranjo de orquestra
- Robert Stigwood — produtor musical
- Bee Gees — produtor musical

## Posições nas paradas musicais
| Parada                | Posição | Data de pico |
| --------------------- | ------- | ------------ |
| Estados Unidos (RIAA) | 91      | 28 mar. 1970 |